# Cabo Carvoeiro

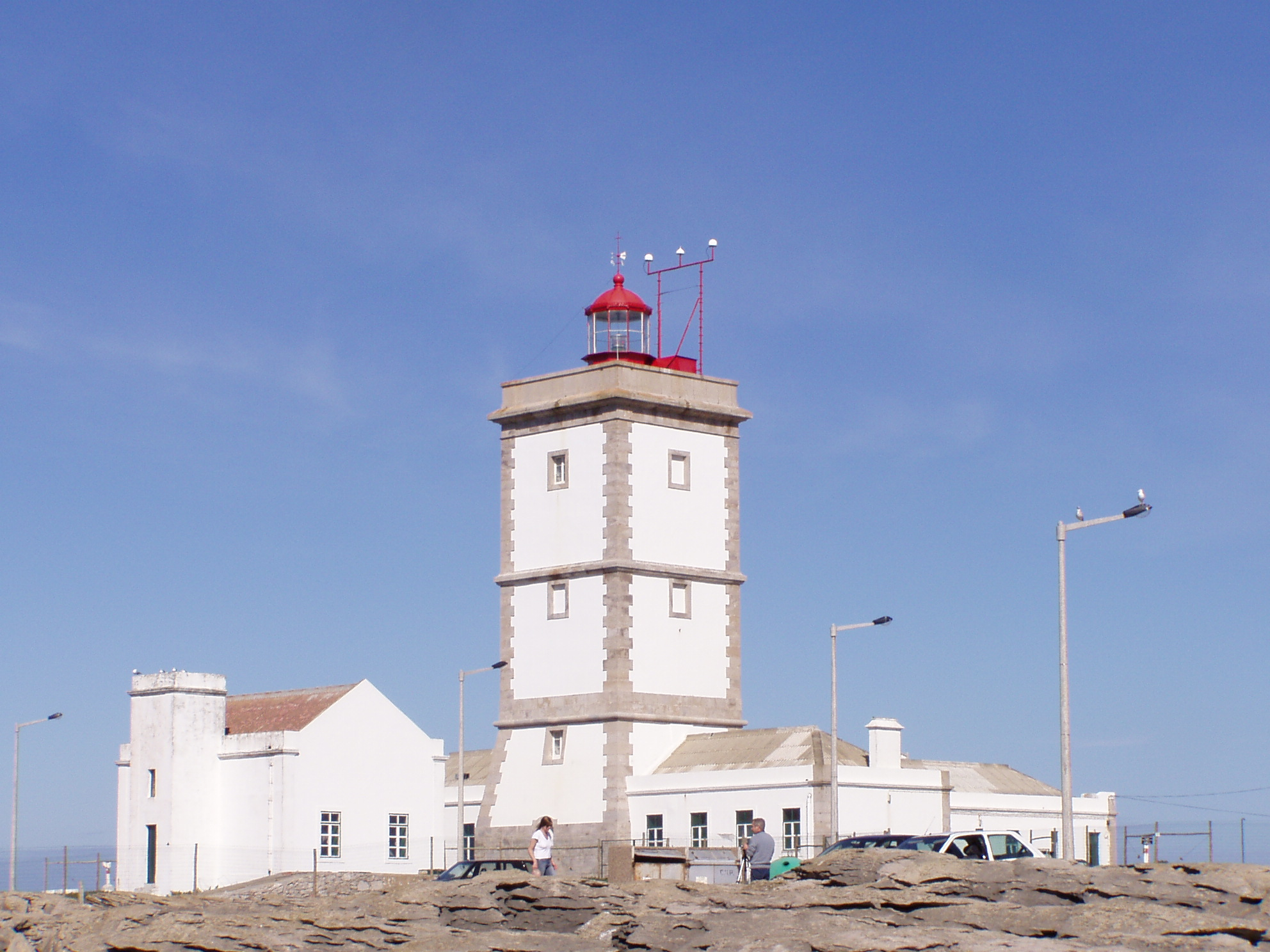
Vista del faro

El cabo Carvoeiro (en portugués Cabo Carvoeiro) es un cabo de la costa Atlántica de Portugal, situado en el parte central del país, en el extremo de la pequeña península de Peniche, perteneciente al concelho de Peniche, en el Oeste. Es un lugar de gran valor natural y paisajístico, con gran variedad de acantilados calcáreos fuertemente erosionados y campos de lapiaz.
Es el punto más occidental de Portugal al norte del cabo da Roca. Al oeste se puede avistar desde el cabo el pequeño archipiélago de las Berlengas, integrado en una reserva natural terrestre y marina.
En este sitio se erigió el faro de Cabo Carvoeiro, de 25 m de altura, debido a los numerosos naufragios ocurridos en este tramo de costa.
La pequeña capilla de Nuestra Señora de los Remedios, sobre el cabo, es la meta de una concurrida romería. El interior está revestido por valiosos cuadros del siglo XVIII del taller del maestro Antonio de Oliveira Bernardes.
En la vecina Gruta da Furninha, se encontraron vestigios de ocupación humana que se remontan a tiempos prehistóricos.